# Frères Sullivan
Pour les articles homonymes, voir Sullivan.

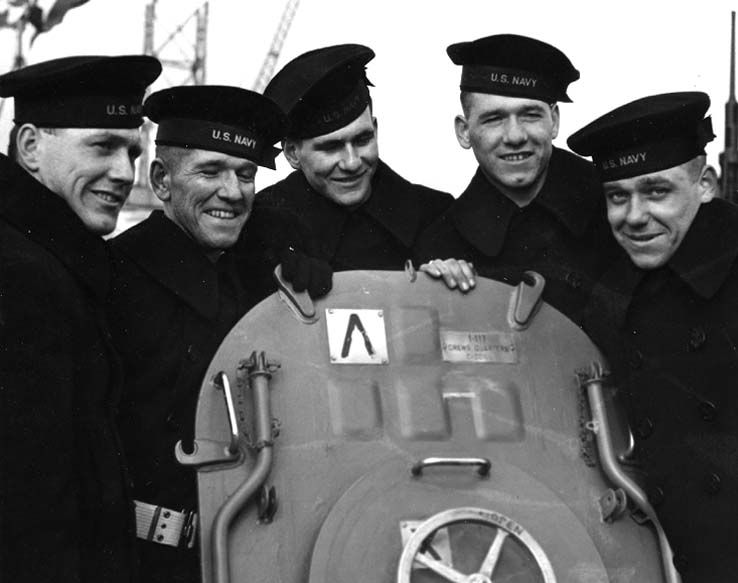
Les 5 frères à bord du Juneau; de gauche à droite: Joseph, Francis, Albert, Madison et George Sullivan

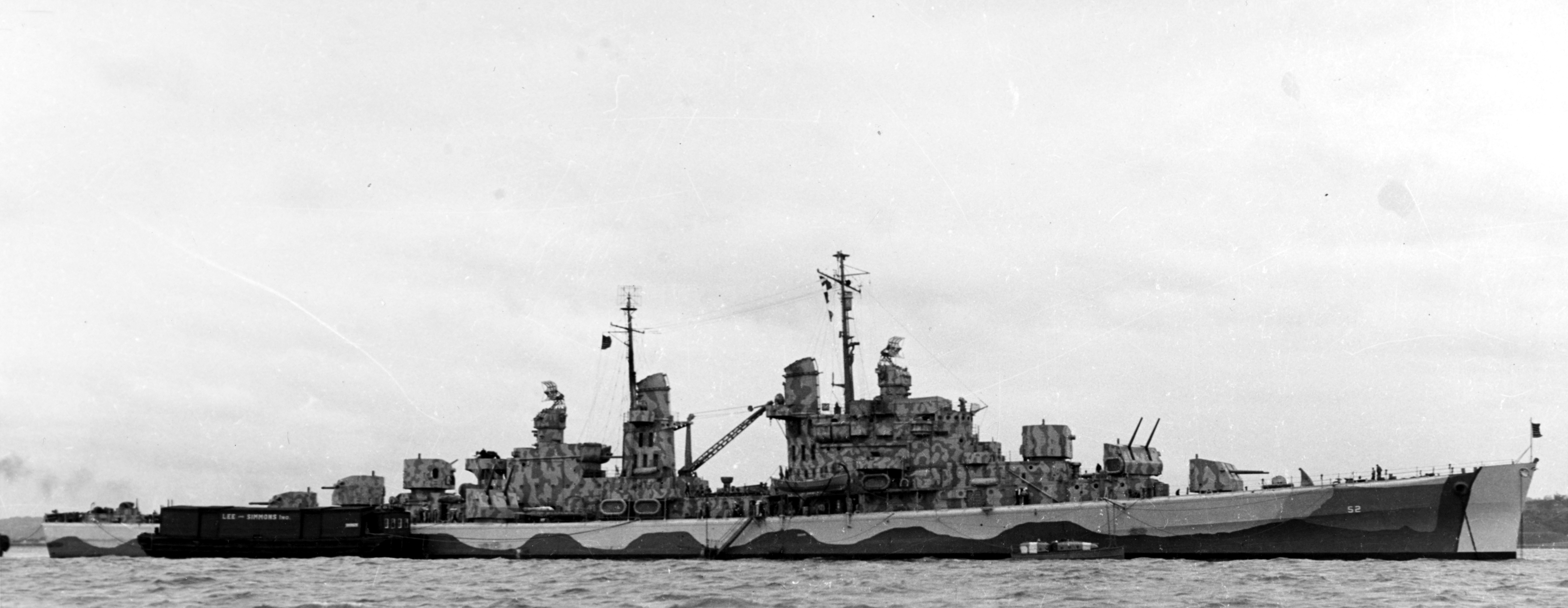
L'USS Juneau quittant le port de New York en juin 1942

Les frères Sullivan sont cinq membres d'une même fratrie américaine qui périrent lorsque le croiseur léger USS Juneau (CL-52), sur lequel ils servaient tous les cinq, fut coulé le 13 novembre 1942 lors de la bataille navale de Guadalcanal par des sous-marins japonais.

## Biographie

### Famille
Ils étaient originaires de Waterloo, dans l'Iowa, fils de Tom et Alleta Sullivan. Les cinq frères étaient :
- George Thomas Sullivan, 27 ans (né le 14 décembre 1914), canonnier de seconde classe ;
- Francis "Frank" Henry Sullivan, 26 ans (né le 18 février 1916), timonier ;
- Joseph "Joe" Eugene Sullivan, 24 ans (né le 28 août 1918), matelot de seconde classe ;
- Madison "Matt" Abel Sullivan, 23 ans (né le 8 novembre 1919), matelot de seconde classe ;
- Albert "Al" Leo Sullivan, 20 ans (né le 8 juillet 1922), matelot de seconde classe.

### Le naufrage
Le croiseur léger, touché à deux reprises par une torpille, se brisa en deux et coula en moins de 20 secondes. Une centaine de marins réussirent à s'échapper du navire dont deux des frères Sullivan. Mais au contact de l'eau et secourus seulement plusieurs jours après le naufrage, seuls dix d'entre eux survécurent aux éléments et aux attaques répétées de requins. Les survivants rapportèrent que Frank, Joe et Matt étaient morts lors du naufrage, qu'Al se noya le lendemain et que George survécut quatre ou cinq jours.
Pour ne pas fournir d'informations à l'ennemi, la Marine américaine ne révéla pas la perte de l'USS Juneau  ou d'autres navires. Les lettres de leurs fils ayant cessé d'arriver, leurs parents commencèrent légitimement à s'inquiéter. Ils furent informés officiellement de leur mort le 12 janvier 1943. Ce matin-là, alors que leur père se préparait à aller travailler, trois hommes en uniforme approchèrent de la porte d'entrée, un lieutenant commander, un médecin et un officier-marinier : « J'ai des nouvelles pour vous concernant vos garçons » indiqua l'officier. « Lequel ? » répondit le père. « Je suis désolé, les cinq » répondit l'officier.
Ils laissèrent une sœur, Genevieve qui s'était engagée dans les WAVES, le personnel féminin de l'US Navy, et qui avait perdu son petit ami dans l'attaque de Pearl Harbor. L'attaque japonaise et la mort de leur futur beau-frère avaient d'ailleurs poussé les cinq frères à s'engager dans la marine. Al Sullivan laissa une femme et un fils.

### Postérité
Le président Franklin Roosevelt écrira personnellement une lettre de condoléances à Tom et Alleta et le pape Pie XII leur enverra une médaille religieuse et un rosaire avec un message. La disparition complète de cette fratrie conduisit les États-Unis à adopter la Sole Survivor Policy pour protéger des membres d'une famille de la conscription ou de servir au front s'ils avaient déjà perdu des membres de leur famille durant leur période militaire. Les différentes armées (Terre, Air, Mer et Corps des Marines) des forces américaines adoptèrent immédiatement des règlements visant à ce que des membres d'une même famille ne servent pas dans une même unité ou sur un même navire.
La marine américaine baptisera deux bâtiments The Sullivans en leur honneur, seuls cas où un bâtiment de l'US Navy sera nommé d'après plusieurs personnes : les destroyers USS The Sullivans (DD-537) (lancé en 1943) et USS The Sullivans (DDG-68) (lancé en 1995). James Sullivan, le fils de Al, servit à bord du premier.
Le film The Fighting Sullivans, dont le titre français est J'avais cinq fils, retrace cette histoire, qui a également inspiré le film Il faut sauver le soldat Ryan, sorti en 1998.

## Source
- (en) Cet article est partiellement ou en totalité issu de l’article de Wikipédia en anglais intitulé « Sullivan brothers » (voir la liste des auteurs).